# Выживание Джека
«Выживание Джека» (англ. Surviving Jack) — ситком, который показывался на телеканале Fox с 27 марта по 8 мая 2014 года.
7 мая 2014 года Fox закрыл сериал после одного сезона, а последний восьмой эпизод остался не выпущенным в эфир в США.

## Сюжет
Южная Калифорнии, 1991 год. Сюжет сериала вращается вокруг Джека Данливи, доктора медицины, который становится полноценным родителем, когда его жена решает пойти в юридическую школу. Он избирает "нестандартный" - мужской подход к воспитанию своих детей-подростков, Фрэнки и Рейчел.

## Производство
8 октября 2013 года Fox заказал короткий комедийный сериал длительностью в 13 эпизодов, однако 25 октября того же года количество эпизодов было сокращенно до восьми из-за ограничений во времени вещания. Сериал основан на автобиографии Джастина Халперна «Мне не везет с девчонками» (англ. I Suck at Girls). Также он в сотрудничестве с Патриком Шумахером выступили сценаристами шоу.

## В ролях
- Кристофер Мелони — доктор Джек Данливи
- Рэйчел Харрис — Джоан Данливи
- Коннор Бакли — Фрэнки Данливи
- Клаудия Ли — Рейчел Данливи
- Кевин Эрнандес — Джордж
- Тайлер Фоден — Майк
- Мэл Боусер — Крейг

## Эпизоды
| № | Название                                                      | Режиссёр         | Сценарист                        | Дата показа в США   | Код серии | Зрители США (миллионы) |
| - | ------------------------------------------------------------- | ---------------- | -------------------------------- | ------------------- | --------- | ---------------------- |
| 1 | «Pilot» «Пилотный эпизод»                                     | Виктор Нелли мл. | Джастин Халперн и Патрик Шумахер | 27 марта 2014       | JAC-101   | 5,15                   |
| 2 | «Gonna Make You Sweat» «Это заставит вас попотеть»            | Джо Нуссбаум     | Джим Брэндон и Брайан Синглтон   | 3 апреля 2014       | JAC-107   | 4,53                   |
| 3 | «How Do You Talk To An Angel» «Как разговаривать с ангелами»  | Кен Уиттингем    | Билл Каллахан                    | 10 апреля 2014      | JAC-103   | 4,32                   |
| 4 | «Rhythm is a Dancer» «Ритм это танцор»                        | Майкл Макдональд | Зак Розенблатт                   | 17 апреля 2014      | JAC-104   | 4,29                   |
| 5 | «Something to Talk About» «Есть о чём поговорить»             | Роджер Камбл     | Эмили Хеллер                     | 24 апреля 2014      | JAC-106   | 3,89                   |
| 6 | «She Drives Me Crazy» «Она сводит тебя с ума»                 | Джон Путч        | Коринн Маршалл                   | 1 мая 2014          | JAC-108   | 3,92                   |
| 7 | «Parents Just Don't Understand» «Родители просто не понимают» | Майкл Уивер      | Сиерра Теллер Орнелас            | 8 мая 2014          | JAC-105   | 4,00                   |
| 8 | «Smells Like Teens Spirit» «Пахнет подростками»               | Джеймс Хэйман    | Джастин Халперн и Патрик Шумахер | В эфир США не вышел | JAC-102   | N/A                    |